# Acacia georginae
Acacia georginae é uma espécie de leguminosa do gênero Acacia, pertencente à família Fabaceae.